# Songkick
Songkick è un servizio per la ricerca e il tracciamento di eventi musicali, la cui azienda ha sede negli Stati Uniti ed è di proprietà del Warner Music Group. Il servizio consente agli utenti di cercare gli eventi musicali imminenti nella loro zona e di tracciare i singoli artisti per ricevere le notifiche degli spettacoli previsti nella zona stessa.
La società è stata fondata nel 2007, come startup supportata da Y Combinator. Nel 2015, si è fusa con CrowdSurge, società che forniva servizi per la gestione e la vendita di biglietti per conto di artisti. Nel 2017, il servizio e il marchio Songkick sono stati venduti a WMG, mentre le attività di biglietteria sono state vendute a Live Nation Entertainment nel 2018, per risolvere una controversia con la compagnia.

## Storia
Songkick fu fondata nel 2007 da Ian Hogarth, Michelle You e Pete Smith come parte del programma Y Combinator del 2007, un acceleratore d'impresa che si concentra sulle startup tecnologiche. Il modello di business iniziale di Songkick, basato sul suo servizio di tracciamento di concerti, si basava sulle commissioni di raccomandazione delle compagnie di bigliettazione. La società ha lanciato la sua prima applicazione mobile nel 2011. Nel giugno 2015, Songkick si è fusa con CrowdSurge, un fornitore di servizi di bigliettazione per artisti, con la società risultante operante sotto il nome di Songkick.
CrowdSurge venne fondata da Matt Jones nel 2008; lui e Hogarth hanno dichiarato di aver deciso di unire le due società per rimediare a "un'enorme inefficienza nel mercato". Songkick disponeva di sistemi per rilevare i bagarini, ridurre l'incentivo alla rivendita (ad esempio creando aree di ammissione generali, piuttosto che posti assegnati) e rendere più semplice l'acquisto di biglietti da parte dei fan regolari (ad esempio, avendo più uscite di biglietti, anziché una), i quali hanno permesso di ridurre la percentuale di biglietti finiti nel mercato secondario all'1,5% del totale. Jones e Hogarth sono stati co-CEO di Songkick fino a quando nel gennaio 2016 Jones non ha assunto la carica unica.
Nel dicembre 2016, Songkick ha intentato una causa antitrust contro Live Nation Entertainment e la sua divisione Ticketmaster. La causa è stata successivamente modificata con l'accusa di aver sottratto segreti commerciali, tramite ex dipendenti Songkick che sarebbero entrati a far parte della compagnia.
Nel luglio 2017, Warner Music Group ha acquisito Songkick, incluso il servizio e il marchio di ricerca dei concerti, ma escludendo le attività di bigliettazione e il relativo "contenzioso in sospeso". Songkick ha chiuso l'attività di bigliettazione in ottobre; Jones è inveito contro Live Nation accusandola di aver "bloccato efficacemente la nostra attività di biglietteria negli Stati Uniti". Nel gennaio 2018, poco prima del prosieguo del processo, Live Nation ha concluso la causa per 110 milioni di dollari e ha anche acquisito la proprietà intellettuale rimanente di Songkick non venduta a WMG per un importo non divulgato.

## Riconoscimenti
- 2010: 3ª delle 10 migliori startup musicali digitali del 2010 di Billboard Magazine[17]
- 2010: Best Innovation Award ai BT Digital Music Awards 2010[18]
- 2011: Servizio musicale digitale dell'anno secondo i lettori di Music Week[19]
- 2012: Webby Awards Honoree per il miglior sito / app mobile di musica[20]
- 2014: Vincitore, migliore tecnologia di marketing per la partecipazione a un evento / evento in previsione[21]
- 2017: Fast Company - Quinta compagnia più innovativa nella musica, 2017[22]
- 2017: Music Week Awards - Nomina per la migliore compagnia di bigliettazione[23]
- 2017: Webby Awards Honoree per il miglior sito / app mobile di musica[24]